# Netivot
Netivot (hebrejsky נתיבות, doslova „Stezky“, arabsky نيتيفوت , v oficiálním přepisu do angličtiny Netivot) je město v Izraeli, v Jižním distriktu. Starostou je Jechi'el Zohar.

## Geografie
Leží v nadmořské výšce 140 metrů na severozápadním okraji pouště Negev; v oblasti která byla od 2. poloviny 20. století intenzivně zúrodňována a zavlažována a ztratila téměř charakter pouštní krajiny.
Obec se nachází 20 kilometrů od břehu Středozemního moře, cca 74 kilometrů jihojihozápadně od centra Tel Avivu, cca 71 kilometrů jihozápadně od historického jádra Jeruzalému a 25 kilometrů severovýchodně od města Beerševa. Netivot obývají Židé, přičemž osídlení v tomto regionu je etnicky převážně židovské.
Netivot je na dopravní síť napojen pomocí dálnice číslo 25, která se tu kříží s dálnicí číslo 34. Podél dálnice číslo 25 probíhá železniční trať Aškelon–Beerševa a stojí tu železniční stanice Netivot, zprovozněná roku 2015.

## Dějiny

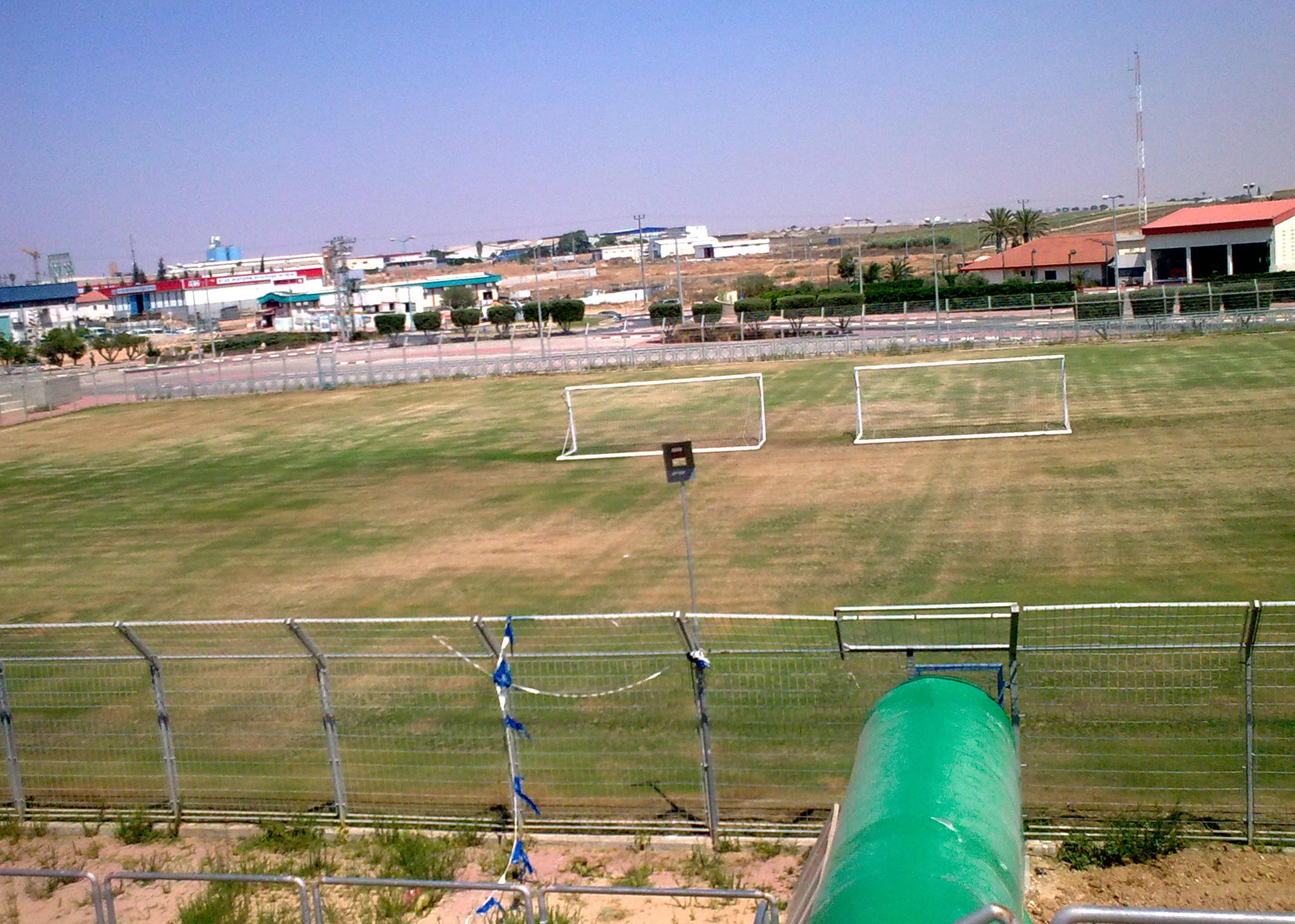
Sportovní stadion v Netivot

Netivot byl založen 10. května 1956 a zpočátku se nazýval Azata. Nynější pojmenování je odvozeno od biblického citátu z Knihy přísloví 3,17: „Její cesty vedou k blaženosti, všechny její stezky ku pokoji“
Nejdříve šlo o provizorní přistěhovalecký tábor, který se postupně proměnil v takzvané rozvojové město - plánovitě budované sídliště určené pro ubytování nových židovských přistěhovalců. Slavnostní založení města se odehrálo 10. května 1956. Byli zde usídleni Židé ze severní Afriky. Mnozí z nich nevěděli, kam jedou a domnívali se, že míří do Jeruzalému. Zpočátku obec procházela složitou ekonomickou situací. Obyvatelé žili v provizorních ubikacích a ve stanech. Roku 1959 v obci vyrostla první budova základní školy Achva.
Vznik města byl součástí širšího osidlovacího programu, který měl posílit demografické pozice Židů v řídce osídlených oblastech poblíž hranic pásma Gazy. Souběžně probíhalo i zakládání zemědělských vesnic v okolí nového města (zejména Oblastní rada Sdot Negev). Problémem byla zaměstnanost v regionu. Dokud probíhalo zakládání města a okolních osad, nacházeli mnozí obyvatelé práci ve stavebnictví, na budování silniční sítě apod. Pak se ale potíže na pracovním trhu vyostřily. V 80. letech 20. století do Netivot mířili mnozí obyvatelé okolních zemědělských osad, které sem přivedla krize v zemědělském sektoru. Nový rozvoj zažilo město od 90. let 20. století s přílivem vlny židovských imigrantů ze zemí bývalého SSSR a z Etiopie. Původně měla obec status místní rady (malé město). V květnu 2000 byla povýšena na velké město.
Ve městě sídlil významný rabín, kabalista a předák sefardských Židů Jisra'el Abuchacejra (známý též jako Bábá Salí; 1890-1984). Jeho hrobka je poutním místem.

## Demografie
Populace města je složena z nábožensky orientovaných obyvatel. Převládají mezi nimi stoupenci konzervativního judaismu a cca čtvrtina obyvatelstva patří mezi vyznavače ortodoxního judaismu. Podle údajů z roku 2009 tvořili naprostou většinu obyvatel v Netivot Židé - cca 25 600 osob (včetně statistické kategorie „ostatní“, která zahrnuje nearabské obyvatele židovského původu ale bez formální příslušnosti k židovskému náboženství, cca 26 700 osob). V roce 2005 tvořili Židé 95,5 % obyvatelstva, včetně kategorie „ostatní“ pak 99,9 %.
Jde o větší sídlo městského typu s dlouhodobě rostoucí populací. K 31. prosinci 2015 zde žilo 31 300 lidí.
| Rok            | 1961  | 1972  | 1983  | 1995   | 2000   |
| -------------- | ----- | ----- | ----- | ------ | ------ |
| Počet obyvatel | 2 893 | 5 847 | 8 107 | 14 838 | 20 300 |

| Rok            | 2001   | 2003   | 2004   | 2005   | 2006   | 2007   | 2008   | 2009   | 2010   | 2011   | 2012   | 2013   | 2014   | 2015   |
| -------------- | ------ | ------ | ------ | ------ | ------ | ------ | ------ | ------ | ------ | ------ | ------ | ------ | ------ | ------ |
| Počet obyvatel | 21 100 | 22 902 | 23 654 | 24 274 | 24 919 | 25 566 | 26 256 | 26 710 | 27 500 | 28 000 | 28 700 | 29 500 | 30 300 | 31 300 |

* údaje za rok 2001 a od roku 2010 a 2011 zaokrouhleny na stovky